# Kalendarium historii Kosowa
Kalendarium historii Kosowa – uporządkowany chronologicznie, począwszy od czasów najdawniejszych aż do współczesności, wykaz dat i wydarzeń z historii Kosowa.
- VI w. n.e. – tereny dzisiejszego Kosowa znalazły się pod panowaniem Bizancjum[1]
- VI w. – Serbowie dotarli na tereny dzisiejszego Kosowa[2]
- 1180 – powstała Serbia – centrum kraju znalazło się na ziemiach obecnego Kosowa[2]
- 28 czerwca 1389 – w wyniku bitwy na Kosowym Polu tereny dzisiejszego Kosowa znalazły się pod władzą Turcji[2]
- XV w. – Turcy przeprowadzili spis katastralny wśród ludność – wynika z niego, że wówczas Kosowo zamieszkiwali w większości Serbowie[2]
- 1689 – na tereny dzisiejszego Kosowa dotarło austriackie wojsko, które przebywało na tym terenie rok[2]
- 1878 – Serbia uzyskała niepodległość – Kosowo nadal znajdowało się w granicach Turcji[2]
- 1913 – w wyniku wojen bałkańskich Serbia zdobyła Kosowo[2]
- 1918 – Kosowo znalazło się w granicach Królestwa SHS (później w Jugosławii)[1]
- 1941 – Kosowo znalazło się w granicach Albanii[1]
- 1945 – Kosowo ponownie znalazło się w granicach Jugosławii[1]
- 1965 – Kosowo zostało okręgiem autonomicznym w Serbii[1]
- luty 1990 – w wyniku walk pomiędzy etnicznymi Albańczykami, policją i mniejszością serbską wprowadzono stan wyjątkowy[3]
- lipiec 1990 – rozwiązano rząd i parlament[3]
- 7 września 1990 – parlament Kosowa ogłosił niepodległość[2]
- wrzesień 1990 – Serbia oficjalnie zlikwidowała autonomię Kosowa[3]
- 1991 – w referendum Albańczycy w Kosowie opowiedzieli się za niepodległością[1]
- 1992 – Albańczycy w Kosowie wybrali sobie parlament i prezydenta (nie uznanych przez Serbię)[1]
- lato 1998 – wybuchła wojna domowa[1]
- październik 1998 – dyplomata amerykański R. Holbrooke i jugosłowiański prezydent S. Milošević wynegocjowali przerwanie walk[1]
- luty-marzec 1999 – w Rambouillet i Paryżu odbyły się rozmowy albańsko-serbskie[1]
- 24 marca 1999 – NATO rozpoczęła naloty na cele wojskowe i strategiczne w Jugosławii[1]
- maj 1999 – grupa G8 opracowała porozumienie w sprawie Kosowa[1]
- 3 czerwca 1999 – rząd Jugosławii zaakceptował porozumienie[1]
- 10 czerwca 1999 – Rada Bezpieczeństwa ONZ przyjęła rezolucję w sprawie Kosowa[1]
- 11 czerwca 1999 – wojska jugosłowiańskie zaczęły się wycofywać z Kosowa[1]
- czerwiec 1999 – do Kosowa wróciło kilkaset tysięcy Albańczyków, wypędzonych przez Serbów[1]
- 2001 – pod nadzorem ONZ odbyły się wybory do parlamentu – niemal 90% głosów zdobyły albańskie partie[3]
- marzec 2004 – w wyniku śmierci trojga albańskich dzieci wybuchły zamieszki z ludnością serbską – w wyniku zamieszek zginęło 28 osób, a ok. 600 odniosło rany[3]
- 2004 – odbyły się wybory do parlamentu[1]
- 20 lutego 2006 – w Wiedniu odbyły się rozmowy pomiędzy Albańczykami a Serbami[4]
- 17 lutego 2008 – Kosowo jednostronnie ogłosiło niepodległość[5]